# Negoro-ji (Takamatsu)

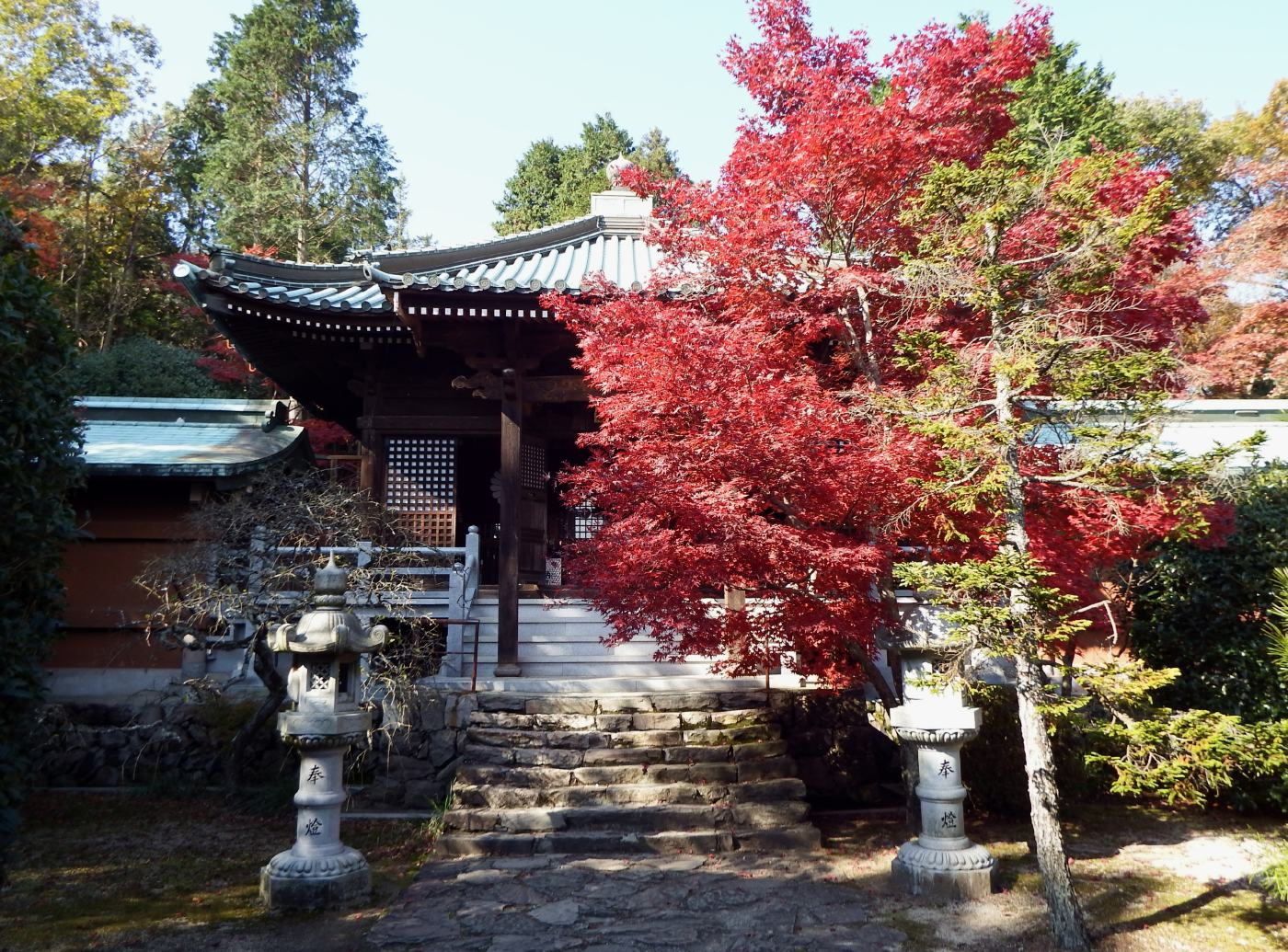
Eingang zur Haupthalle

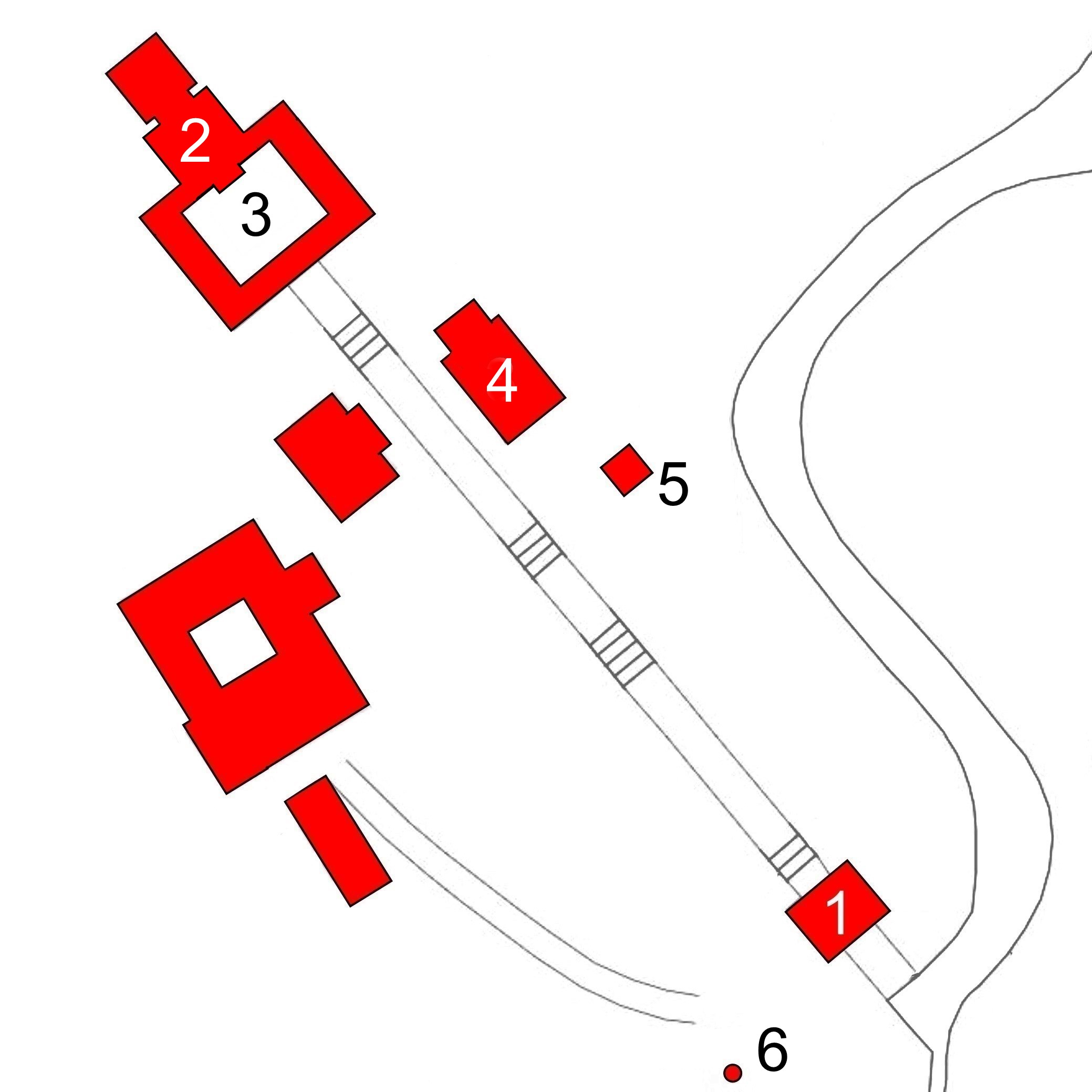
Plan des Tempels (s. Text)

Der Negoro-ji (japanisch 根香寺) mit dem Go Aominezan (青峯山) in der Stadt Takamatsu (Präfektur Kagawa) ist ein Tempel der Tendai-Richtung des Buddhismus. In der traditionellen Zählung ist er der 82. Tempel des Shikoku-Pilgerwegs.

## Geschichte
Priester Kūkai fand, dass der Aomine (青峰), einer der Hauptgipfel des Goshikidai (五色台), gut geeignet war für eine Glaubensstätte des esoterischen Buddhismus. Er gründete dort einen Tempel, den er „Kazōin“ (花蔵院) nannte. Später besuchte sein Neffe Enchin (814–891) den Tempel und fertigte eine tausendarmige Kannon (千手観音, Senjū Kannon) aus dem Holz, das er im Lotustal (蓮華谷, Rengedani) gefunden hatte und errichtete dafür das Senjūin (千十院). Beide Einrichtungen zusammen wurden schließlich Negoro-Tempel genannt. Kaiser Shirakawa förderte den Tempel, später waren es die Fürsten von Takamatsu. Zu der Zeit kam der Tempel zur Tendai-Richtung des Buddhismus.

## Die Anlage
Zu dem von Wald umgebenen Tempe gelangt man durch das Tempeltor (山門, Sammon; 1), hier als „Zwei Heiligen Tor“ (仁王門, Niōmon) ausgebildet. Über eine über 100 m lange, in Abschnitte gegliederte Treppe passiert man auf der linken Seite das Mönchsquartier mit Gästehaus. Auf der rechten Steht der Glockenturm (鐘楼, Shōrō; 5), dann ist dort die Gedenkhalle für den Tempelgründer (大師堂, Daishidō; 4). Voraus nach den letzten Stufen steht man einem Umgang [3], in dem 33000 kleine Kannon-Figuren aufgestellt sind. Über den Innenhof erreicht man die Haupthalle (本堂, Hondō; 2).
Vor dem Tempel steht im Wald der „Rindsteufel“ (牛鬼, Ushi-oni; 6). Er ist so nach seinem gehörnten Rinderkopf benannt.

## Bilder

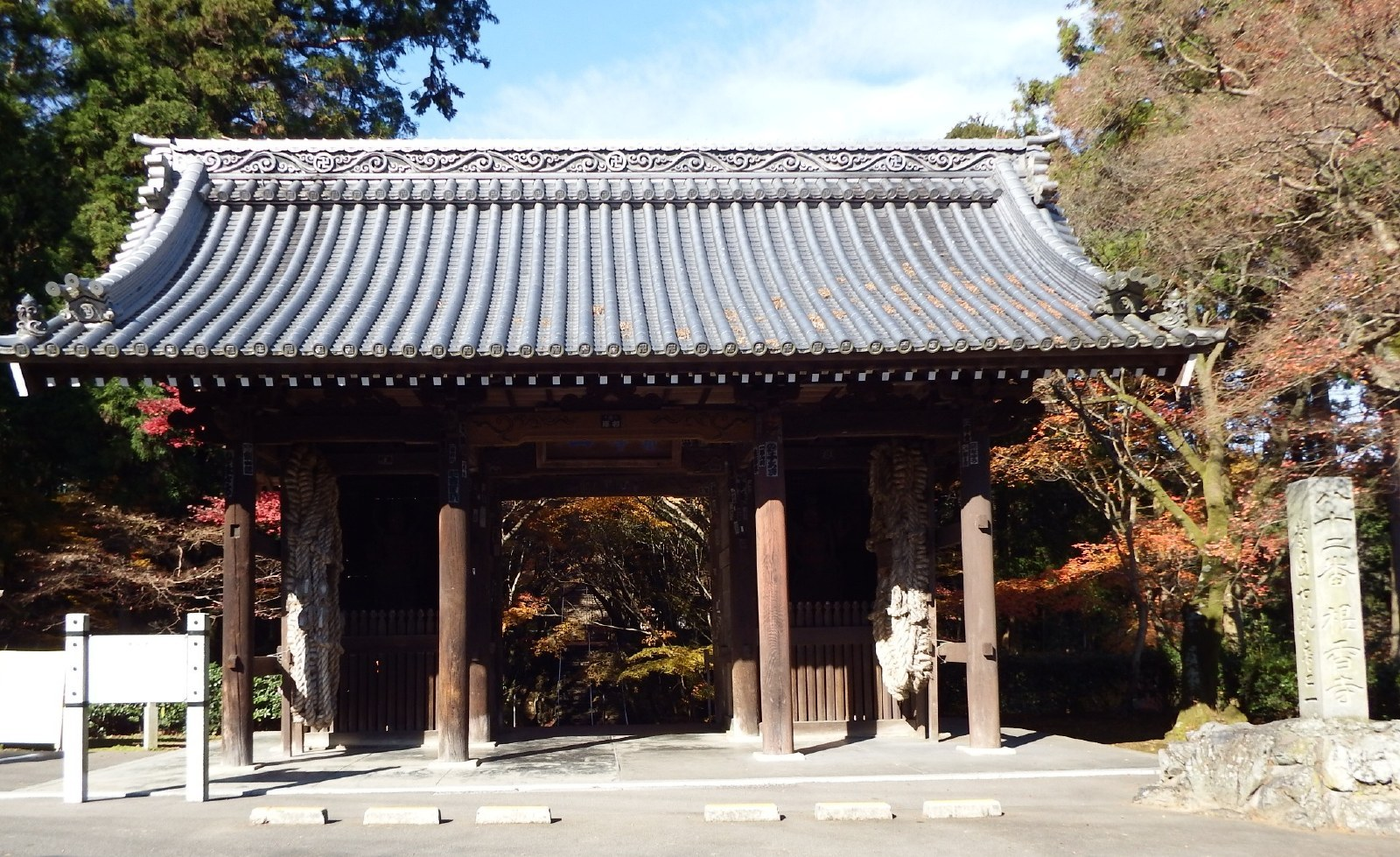
Tempeltor
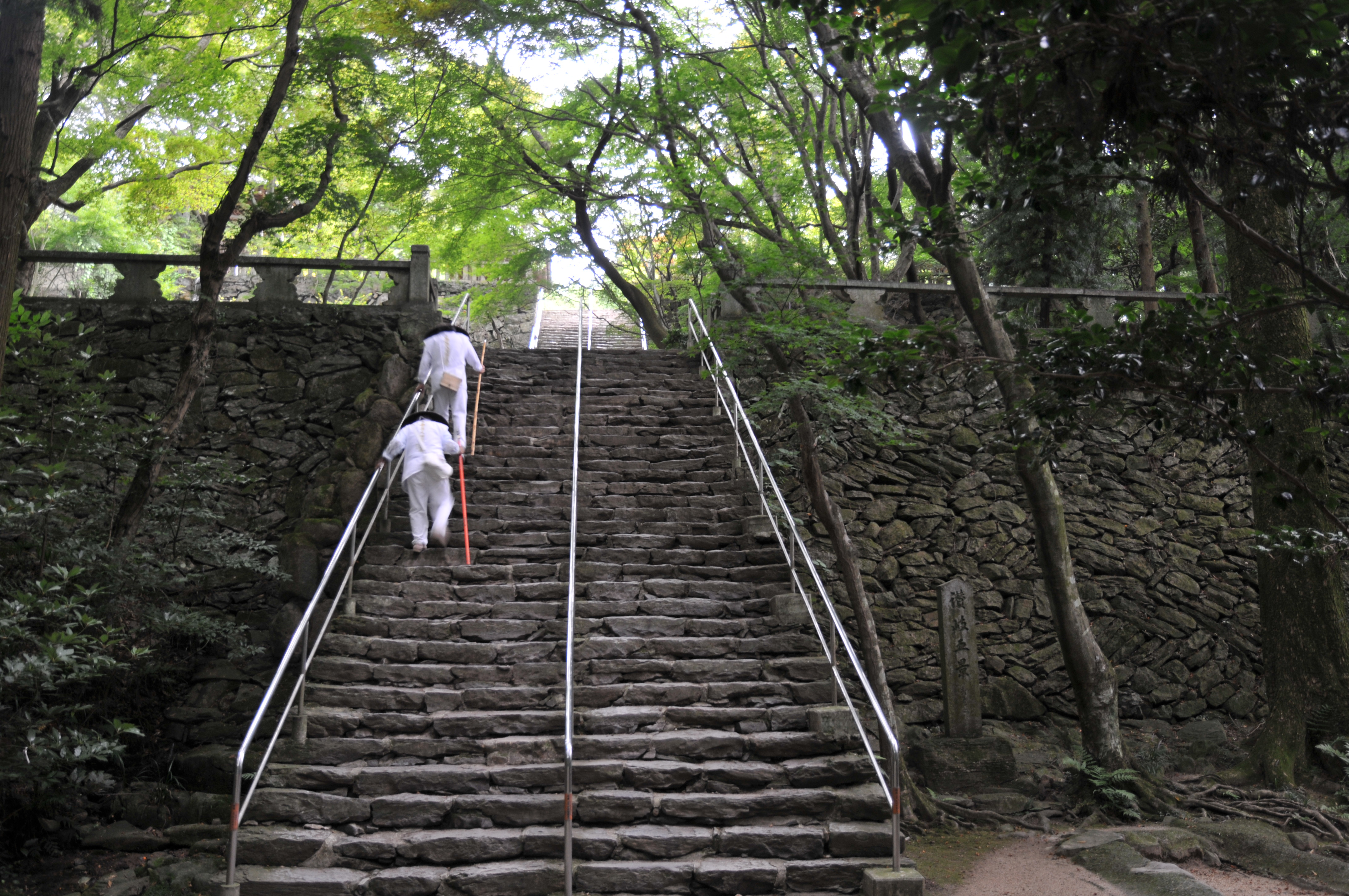
Treppe zur Haupthalle
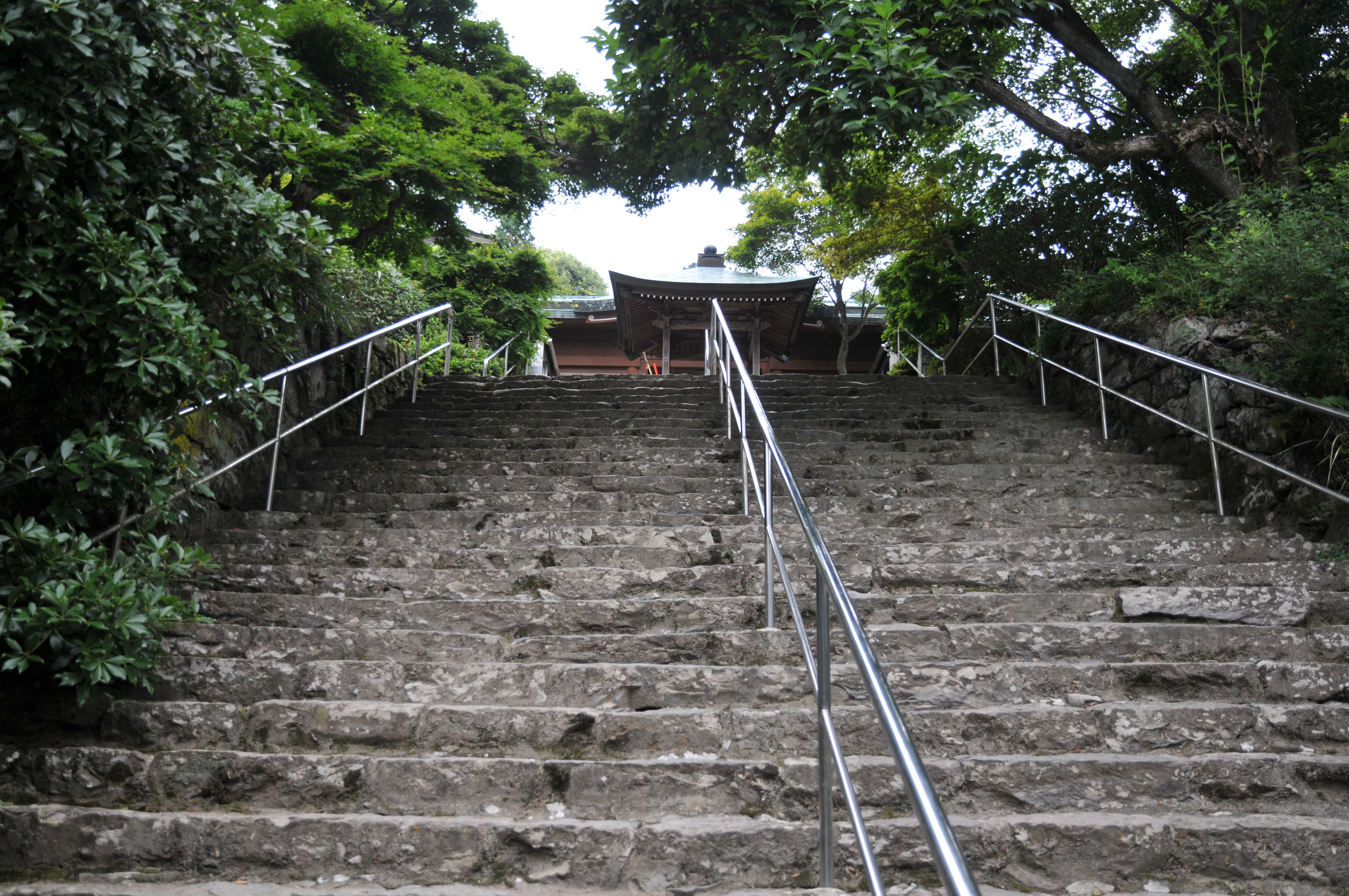
Treppe oben
Die heiligen Fünf[A 1]
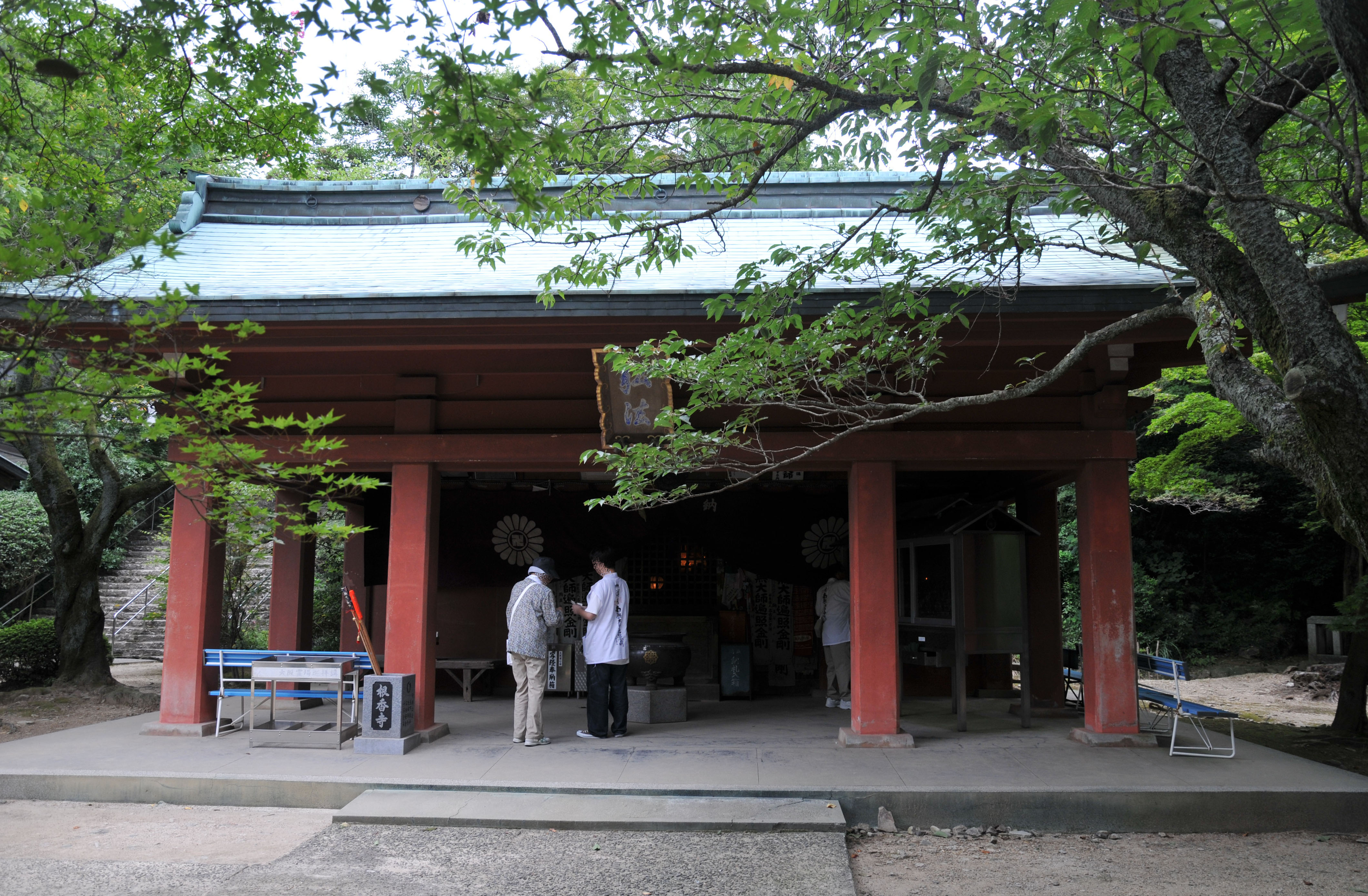
Daishidō
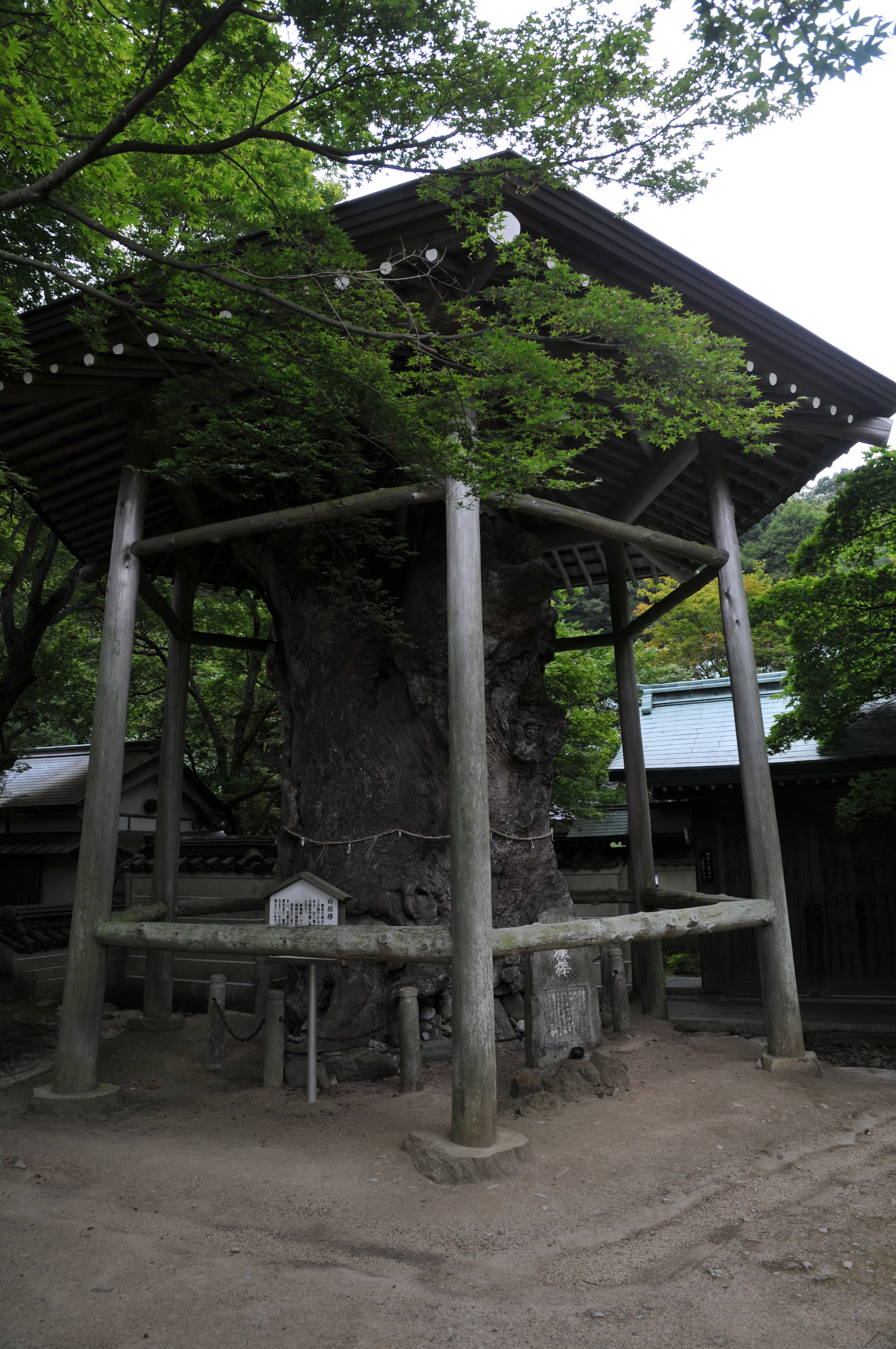
Stumpf der Zelkovia[A 2]
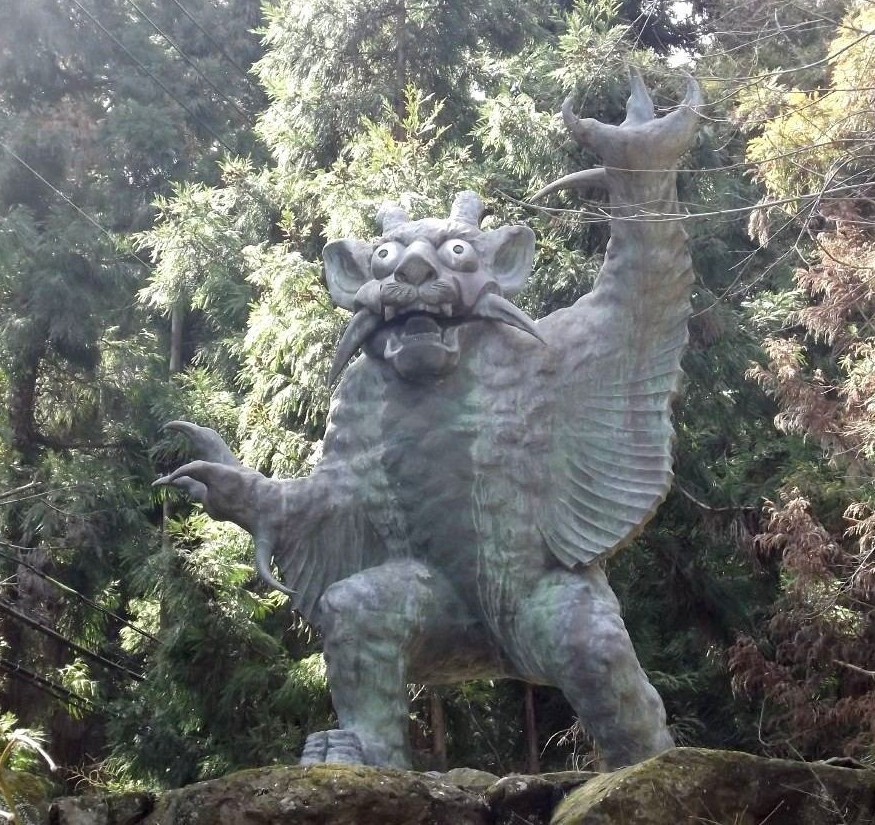
Rindsteufel